# Typton distinctus
Typton distinctus är en kräftdjursart som beskrevs av Fenner A. Chace 1972. Typton distinctus ingår i släktet Typton och familjen Palaemonidae. Inga underarter finns listade i Catalogue of Life.